# Estadio de Chamartín
Das Estadio de Chamartín (eigentlich Campo del Real Madrid Fútbol Club) war ein Fußballstadion in der Gemeinde Chamartín de la Rosa, heute als Bezirk Chamartín Teil der spanischen Hauptstadt Madrid. Es diente von 1924 bis 1946 als Heimstätte von Real Madrid und bot eine Kapazität von rund 22.500 Zuschauern.

## Geschichte
Nach dem Abschluss der Saison 1922/23 und dem Gewinn der Campeonato Centro, musste Real Madrid sein erstes Fußballstadion, das Estadio de O’Donnell, verlassen, da der Eigentümer des Grundstücks Laureano García Camisón dort Wohnhäuser errichten wollte. Die Mannschaft zog daraufhin in das Velódromo de Ciudad Lineal, einer ehemaligen Radrennbahn. Dieses bot zwar erstmals einen Naturrasen als Spielfläche sowie Platz für 8.000 Zuseher, war jedoch für die Fans aufgrund der abgeschiedenen Lage schwer erreichbar, was zu einer Abnahme der Stadionbesucher führte.
Der Klub reagierte darauf mit der Planung einer vereinseigenen und auf die Bedürfnisse des Fußballsports sowie der Vereinsmitglieder und Anhänger zugeschnittene Spielstätte. Der Architekt war der ehemalige Spieler des Klubs José María Castell, der schon das Stadium Metropolitano entworfen hatte. Bereits im Jahr 1923 erwarb der Verein die nötigen Grundstücke nördlich des damaligen Stadtgebietes in der Gemeinde Chamartín de la Rosa, die am 5. Juni 1948 als Bezirk Chamartín der Hauptstadt Madrid eingegliedert werden sollte. Die Bauarbeiten für das Stadion begannen Ende des Jahres 1923, neben der Spielstätte selbst entstanden auf den Gründen auch ein Trainings- und ein Hockeyplatz, Tennisplätze, ein Schwimmbad, eine Turnhalle sowie ein Restaurant und ein Klubgebäude.
Am 17. Mai 1924 wurde das neue Stadion, das zu diesem Zeitpunkt ein Fassungsvermögen von 15.000 Zusehern, etwa 4.000 davon in einer überdachten Tribüne, hatte, mit einem Freundschaftsspiel gegen den regierenden FA-Cup-Sieger Newcastle United feierlich eröffnet. Das Spiel endete mit einem überraschenden 3:2-Sieg Real Madrids und das erste Tor erzielte der Schotte Willie Gibson auf Seiten der Gäste. Der offizielle Stadionname war eigentlich Campo del Real Madrid Fútbol Club (deutsch: Spielfeld von Real Madrid Fútbol Club), jedoch setzte sich schnell die aufgrund der Lage unter den Anhängern benutze Bezeichnung Estadio de Chamartín durch.
Die neue Heimstätte der Königlichen sollte der Schauplatz der ersten beiden Titelgewinne in der 1929 geschaffenen Primera División sein, sowohl 1931/32 als auch 1932/33 holte Madrid FC, wie der Klub während der Zweiten Republik hieß, die Meisterschaft. Ebenso fanden im Stadion die Pokalendspiele der Jahre 1931, 1932 und 1935 statt. Am 21. Mai 1933 feierte die Spanische Nationalmannschaft im Estadio de Chamartín durch ein 13:0 gegen Bulgarien den bislang höchsten Sieg ihrer Geschichte. Am 11. März des darauffolgenden Jahres legten die Spanier in diesem Stadion mit einem 9:0 gegen Portugal den Grundstein zu ihrer ersten Qualifikation für eine Weltmeisterschafts-Endrunde.

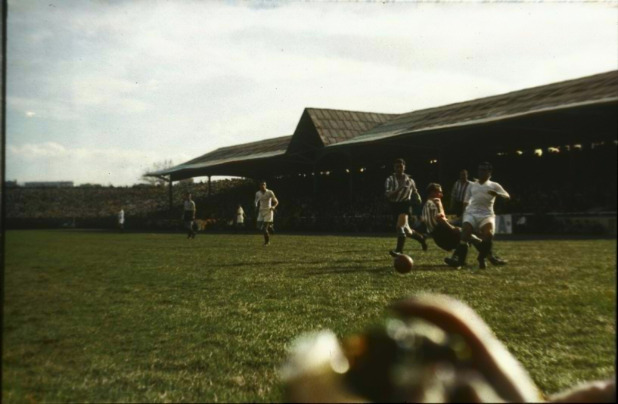
Spiel zwischen Real Madrid und Athletic am 14. März 1943.

Mit dem Ausbruch des Spanischen Bürgerkriegs im Jahre 1936 begann der Niedergang des Estadio de Chamartín. Ebenso wie der Klub Real Madrid selbst, litt auch die Spielstätte unter den Folgen des bewaffneten Konflikts. Das Stadion diente unter anderem als Gefangenenlager und befand sich nach Kriegsende in einem schlechten Zustand. Nach umfassenden Reparaturarbeiten konnte das Estadio de Chamartín schließlich am 22. Oktober 1939 in einem Derbi madrileño gegen Atlético Aviación wiedereröffnet werden, das Spiel endete mit einem 2:1 für die Hausherren. In der darauffolgenden Saison 1939/40 diente die Spielstätte auch als Heimstadion von Atlético, da das Stadium Metropolitano nach dem bewaffneten Konflikt renoviert werden musste. Zwar erreichte das Stadion in der Folge eine Kapazität von rund 22.500 Zuschauern und war Schauplatz der Pokalendspiele 1941 und 1942, doch mit der Präsidentschaft Santiago Bernabéus begannen ab 1943 die Planungen für eine moderne und wesentlich größere Arena. Der Bau dieser begann schließlich am 27. Oktober 1944. Die Gründe der neu geplanten Arena, die bis an den Paseo de la Castellana reichen sollte, lagen etwas weiter westlich, wobei die nordwestliche Ecke des alten Estadio de Chamartín in die Osttribüne des neu geplanten Stadions ragte, weshalb in der ersten Bauphase die anderen drei Ränge errichtet wurden. Das letzte Match im Estadio de Chamartín fand am 15. Mai 1946, anlässlich der Feierlichkeiten zu Ehren des Schutzpatrons der Stadt, dem Heiligen Isidor von Madrid, zwischen Real Madrid und CD Málaga statt, die Gäste entschieden das Freundschaftsspiel mit 4:5 für sich. In der Folge bestritt Real Madrid die Saison 1946/47 sowie den Beginn der folgenden Spielzeit provisorisch im Stadium Metropolitano, das man sich mit dem Lokalrivalen Atlético teilen musste, bevor man am 14. Dezember 1947 das neu errichtete Nuevo Estadio Chamartín, heute bekannt als Estadio Santiago Bernabéu, einweihen konnte.

## Weiteres
Das „Estadio de Chamartín“ wird in Real Madrids Vereinshymne ¡Hala Madrid! erwähnt (Ya salen las estrellas / mi viejo Chamartín -Die Stars schreiten bereits hinaus/mein altes Charmatín).

## Länderspiele im Estadio de Chamartín
| Datum           | Heimteam | Gastteam   | Resultat | Anlass                |
| --------------- | -------- | ---------- | -------- | --------------------- |
| 21. Mai 1933    | Spanien  | Bulgarien  | 13:0     | Freundschaftsspiel    |
| 11. März 1934   | Spanien  | Portugal   | 09:0     | WM-Qualifikation 1934 |
| 24. Januar 1935 | Spanien  | Frankreich | 02:0     | Freundschaftsspiel    |